# Gregg Hansford
Gregg Hansford (Brisbane, 8 de abril de 1952-isla Phillip, 5 de marzo de 1995) fue un piloto de motociclismo y automovilismo australiano.

## Carrera deportiva
En 1978 participó en los mundiales (siempre con Kawasaki) en la categoría de 250 y 350cc, obteniendo cuatro victorias, cuatro segundos lugares, tercer lugar y dos pole position en 250 y Tres victorias, dos segundos lugares y tres pole position en 350. En 250 finaliza segundo con 118 puntos, en 350 tercero con 76.
En 1979 compite en las mismas categorías y consigue seis segundos puestos y cuatro pole position en 250 y tres victorias, dos segundos puestos y dos pole en 350. En 250 finaliza segundo con 81 puntos, en 350 tercero con 77.
En 1980 compite en 350 cc, donde gana 6 puntos, y en 500cc, sin obtener puntos. Compite con otro Gran Premio en 500 al año siguiente, sin entrar en zona de puntos. Tras un grave accidente en Spa ese año, Hansford se retiró oficialmente del motociclismo.
En 1982 inició su carrera en el automovilismo, en el Campeonato Australiano de Turismos. Su victoria más destacada de esta faceta fue en los 1000 km de Bathurst de 1993 junto a Larry Perkins. Además, ganó cuatro títulos del Australian Unlimited Road-Racing Championship.

### Muerte
Mientras competía en una carrera de Superturismo en 1995 en el circuito de Phillip Island, su Ford Mondeo se deslizó fuera de la pista y golpeó con un neumático la pared a alta velocidad. El auto volvió de nuevo en la pista donde fue golpeado por el Peugeot 405 de Mark Adderton a más de 200 km/h. Hansford murió segundos después del impacto. A su muerte, dejó un niño huérfano de ocho meses, fruto de su relación con la modelo Carolyn Donovan.

## Resultados en el Campeonato del Mundo
Sistema de puntuación desde 1950 hasta 1968:
| Posición | 1.º | 2.º | 3.º | 4.º | 5.º | 6.º |
| Puntos   | 8   | 6   | 4   | 3   | 2   | 1   |

### Carreras por año
(Las carreras en negrita indica que se consiguió la pole; la letra cursiva indica que consiguió la vuelta rápida)
| Temporada | Cat.  | Equipo   | 1       | 2      | 3       | 4       | 5     | 6       | 7       | 8      | 9       | 10      | 11      | 12     | 13      | 14    | 15 | Pts. | Pos. |
| --------- | ----- | -------- | ------- | ------ | ------- | ------- | ----- | ------- | ------- | ------ | ------- | ------- | ------- | ------ | ------- | ----- | -- | ---- | ---- |
| 1978      | 250cc | Kawasaki | VEN Ret | ESP 1  |         | FRA 1   | NAT 2 | NED 3   | BEL Ret | SWE 1  | FIN 2   | GBR Ret | GER 2   | CZE 2  | YUG 1   |       |    | 118  | 2.º  |
| 1978      | 350cc | Kawasaki | VEN Ret |        | AUT 7   | FRA 1   | NAT 2 | NED 8   |         | SWE 1  | FIN Ret | GBR Ret | GER Ret | CZE 2  | YUG 1   |       |    | 76   | 3.º  |
| 1979      | 250cc | Kawasaki | VEN 7   |        | GER 6   | NAT Ret | ESP 2 | YUG 2   | NED 2   | BEL -  | SWE 2   | FIN 2   | GBR Ret | CZE 15 | FRA 2   |       |    | 81   | 2.º  |
| 1979      | 350cc | Kawasaki | VEN 12  | AUT 13 | GER Ret | NAT 1   | ESP 2 | YUG Ret | NED 1   |        |         | FIN 1   | GBR 2   | CZE 4  | FRA Ret |       |    | 77   | 3.º  |
| 1980      | 500cc | Kawasaki | NAT -   | ESP -  | FRA -   |         | NED - | BEL -   | FIN -   | GBR -  |         | GER Ret |         |        |         |       |    | 0    | -    |
| 1980      | 350cc | Kawasaki | NAT -   |        | FRA -   |         | NED - |         |         | GBR -  | CZE -   | GER 5   |         |        |         |       |    | 0    | -    |
| 1981      | 500cc | Kawasaki |         | AUT -  | GER -   | NAT -   | FRA - |         | YUG -   | NED 14 | BEL -   | RSM -   | GBR -   | FIN -  | SWE -   | CZE - |    | 0    | -    |